# 七沢希望の丘初等学校
七沢希望の丘初等学校（ななさわきぼうのおかしょとうがっこう）は、神奈川県厚木市七沢にある私立小学校。厚木市内では唯一の私立小学校である。
同学園が運営している系列校に七沢幼稚園がある。

## 沿革
- 2009年4月 - 開校。

## 校舎
校舎は県内産の木材をふんだんに使用している。中村勉総合計画事務所の中村勉が設計を手がけ、2010年に第7回ヨーロッパ先進建築家フォーラムサステイナブル建築賞リーフ賞の持続可能な開発部門賞を受賞した。
また、2011　アジアのARCASIA建築賞INSTITUTIONAL部門でGOLDMEDALを受賞、：日本建築学会作品選奨：JIA環境建築賞優秀賞：2010　東京建築賞最優秀賞  ：日本建築士会連合会賞：2009　神奈川建築コンクール最優秀賞　日本建築学会関東支部神奈川支所賞